# Powiat Konstancja
Powiat Konstancja (niem. Landkreis Konstanz) – powiat w Niemczech, w kraju związkowym Badenia-Wirtembergia, w rejencji Fryburg, w regionie Hochrhein-Bodensee. Stolicą powiatu jest miasto Konstancja.

## Podział administracyjny
W skład powiatu Konstancja wchodzi:
- siedem gmin miejskich (Stadt)
- 18 gmin wiejskich (Gemeinde)
- pięć wspólnot administracyjnych (Vereinbarte Verwaltungsgemeinschaft)
- jeden związek gmin (Gemeindeverwaltungsverband).

Miasta:
| Lp. | Nazwa miasta           | Ludność (31.12.2010) | Powierzchnia km² |
| --- | ---------------------- | -------------------- | ---------------- |
| 1   | Aach                   | 2.715                | 10,69            |
| 2   | Engen                  | 10.200               | 70,53            |
| 3   | Konstancja (Konstanz)  | 84.693               | 55,65            |
| 4   | Radolfzell am Bodensee | 30.782               | 58,58            |
| 5   | Singen (Hohentwiel)    | 45.826               | 61,75            |
| 6   | Stockach               | 16.679               | 69,75            |
| 7   | Tengen                 | 4.602                | 61,98            |

Gminy wiejskie:
| Lp. | Nazwa gminy            | Ludność (31.12.2010) | Powierzchnia km² |
| --- | ---------------------- | -------------------- | ---------------- |
| 1   | Allensbach             | 7.106                | 26,54            |
| 2   | Bodman-Ludwigshafen    | 4.391                | 28,04            |
| 3   | Büsingen am Hochrhein  | 1.396                | 7,62             |
| 4   | Eigeltingen            | 3.572                | 59,30            |
| 5   | Gaienhofen             | 3.238                | 12,55            |
| 6   | Gailingen am Hochrhein | 3.084                | 13,17            |
| 7   | Gottmadingen           | 10.253               | 23,59            |
| 8   | Hilzingen              | 8.284                | 53,03            |
| 9   | Hohenfels              | 2.008                | 30,50            |
| 10  | Moos                   | 3.270                | 14,38            |
| 11  | Mühlhausen-Ehingen     | 3.677                | 17,82            |
| 12  | Mühlingen              | 2.312                | 32,67            |
| 13  | Öhningen               | 3.624                | 28,20            |
| 14  | Orsingen-Nenzingen     | 3.189                | 22,23            |
| 15  | Reichenau              | 4.037                | 12,72            |
| 16  | Rielasingen-Worblingen | 11.881               | 18,57            |
| 17  | Steißlingen            | 4.608                | 24,52            |
| 18  | Volkertshausen         | 2.948                | 5,15             |

Wspólnoty administracyjne:
| Lp. | Nazwa wspólnoty administracyjnej | Ludność (31.12.2010) | Powierzchnia km² | Liczba gmin |
| --- | -------------------------------- | -------------------- | ---------------- | ----------- |
| 1   | Bodanrück-Untersee               | 96.984               | 94,90            | 3           |
| 2   | Engen                            | 16.052               | 99,04            | 3           |
| 3   | Gottmadingen                     | 14.733               | 44,38            | 3           |
| 4   | Singen (Hohentwiel)              | 65.263               | 109,79           | 4           |
| 5   | Stockach                         | 32.151               | 242,49           | 6           |

Związki gmin:
| Lp. | Nazwa związku gmin | Ludność (31.12.2010) | Powierzchnia km² | Liczba gmin |
| --- | ------------------ | -------------------- | ---------------- | ----------- |
| 1   | Höri               | 9.978                | 55,13            | 3           |